# Danyl Johnson
Danyl Aaron Johnson (ur. 17 lipca 1982) – piosenkarz, finalista 6. serii brytyjskiego programu The X Factor, którego występ juror, Simon Cowell, określił jako najlepsze pierwsze przesłuchanie, jakie miał okazję słyszeć w ciągu niemal dziesięciu lat swojej pracy.

## Życiorys
Danyl Johnson pochodzi ze wsi Arborfield niedaleko Reading. Jako dziecko przeszedł raka jądra, co skłoniło go do propagowania profilaktyki tej choroby. Dotychczas występował w dwóch boysbandach: Upfrunt i StreetLevel. Drugi z zespołów rozpadł się, gdy Johnson odszedł, by wziąć udział w 3. edycji The X Factor, jednak wówczas nie dotarł nawet do etapu publicznych przesłuchań w obecności jury. Jest też związany z zespołem Empty Spaces, dla którego dostarcza repertuar. Pracuje z dziećmi i młodzieżą jako nauczyciel tańca i teatru w trzech szkołach w Reading i Windsorze. Planuje wydanie albumu.